# You Love Who You Love
"You Love Who You Love" é uma canção da cantora sueca Zara Larsson, lançada em 19 de janeiro de 2024 pela Sommer House e Epic Records como o quarto single de seu quarto álbum de estúdio Venus (2024).
Em uma declaração, Larsson disse: "Começamos a escrever sobre Orgulho e começamos a falar sobre o quão incrível é que qualquer um pode amar alguém – mas isso não significa que você sempre deva fazer isso. Todos nós já tivemos aquele amigo, ou fomos aquele amigo, que sempre volta para alguém que faz mal a ele, e 'You Love Who You Love' está dizendo que já chega." A música alcançou a oitava posição na Suécia.

## Desempenho nas tabelas musicais
| País — Tabela musical (2024) | Melhor posição |
| ---------------------------- | -------------- |
| Estónia (TopHit)             | 23             |
| Finlândia (SVL)              | 18             |
| Noruega (VG-lista)           | 28             |
| Nova Zelândia (RMNZ)         | 22             |
| Reino Unido (Downloads)      | 15             |
| Reino Unido (Vendas)         | 16             |
| Suécia (Sverigetopplistan)   | 8              |

| País — Tabela musical (2024) | Posição |
| ---------------------------- | ------- |
| Estónia (TopHit)             | 120     |